# Home Nations Championship 1909
Home Nations Championship 1909 – dwudziesta siódma edycja Home Nations Championship, mistrzostw Wysp Brytyjskich w rugby union, rozegrana pomiędzy 16 stycznia a 20 marca 1909 roku. W turnieju zwyciężyła Walia, która pokonała wszystkich rywali i tym samym zdobyła Triple Crown.
Mimo iż francuska reprezentacja nie brała udziału w turnieju, Walijczycy rozegrali z nią testmecz, a zwycięstwo dało im drugiego Wielkiego Szlema.
Zgodnie z ówczesnymi zasadami punktowania dropgol był warty cztery punkty, podwyższenie dwa, natomiast przyłożenie i pozostałe kopy trzy punkty.

## Mecze
| 16 stycznia 1909 | Walia                                        | 8:0(8:0) | Anglia | Cardiff Arms Park, Cardiff Widzów: 25 000 Sędzia: John Dallas |
| 16 stycznia 1909 | Hopkins 3 (P) Williams 3 (P) Bancroft 2 (pd) | 8:0(8:0) |        | Cardiff Arms Park, Cardiff Widzów: 25 000 Sędzia: John Dallas |

| 6 lutego 1909 | Szkocja          | 3:5 | Walia                      | Inverleith, Edynburg Sędzia: Rupert Jeffares |
| 6 lutego 1909 | Cunningham 3 (K) | 3:5 | Trew 3 (P) Bancroft 2 (pd) | Inverleith, Edynburg Sędzia: Rupert Jeffares |

| 13 lutego 1909 | Irlandia                  | 5:11(5:0) | Anglia                        | Lansdowne Road, Dublin Sędzia: John Dallas |
| 13 lutego 1909 | Parke 3 (P) Pinion 2 (pd) | 5:11(5:0) | Mobbs 3 (P) Palmer 8 (2P, pd) | Lansdowne Road, Dublin Sędzia: John Dallas |

| 27 lutego 1909 | Szkocja                                         | 9:3(3:0) | Irlandia    | Inverleith, Edynburg Sędzia: Vincent Cartwright |
| 27 lutego 1909 | Kyle 3 (P) Lindsay-Watson 3 (P) MacGregor 3 (P) | 9:3(3:0) | Parke 3 (K) | Inverleith, Edynburg Sędzia: Vincent Cartwright |

| 13 marca 1909 | Walia                                                             | 18:5 | Irlandia                    | St. Helens Ground, Swansea Widzów: 25 000 Sędzia: Frank Potter-Irwin |
| 13 marca 1909 | Hopkins 3 (P) Jones 3 (P) Trew 3 (P) Watts 3 (P) Bancroft 6 (3pd) | 18:5 | Thompson 3 (P) Parke 2 (pd) | St. Helens Ground, Swansea Widzów: 25 000 Sędzia: Frank Potter-Irwin |

| 20 marca 1909 | Anglia                                        | 8:18(8:3) | Szkocja                                                     | Athletic Ground, Richmond Widzów: 20 000 Sędzia: Gwyn Nicholls |
| 20 marca 1909 | Burges-Watson 3 (P) Mobbs 3 (P) Palmer 2 (pd) | 8:18(8:3) | Gilray 3 (P) Simson 3 (P) Tennent 6 (2P) Cunningham 6 (3pd) | Athletic Ground, Richmond Widzów: 20 000 Sędzia: Gwyn Nicholls |

## Inne nagrody
- Triple Crown –  Walia (po pokonaniu wszystkich rywali)
- Calcutta Cup –  Szkocja (po zwycięstwie nad Anglią)
- Drewniana łyżka –  Irlandia (za zajęcie ostatniego miejsca w turnieju)